# Deoxyribonukleoprotein
Deoxyribonukleoprotein (DNP) je složený protein, který obsahuje deoxyribonukleovou kyselinu DNA jako neproteinovou složku. Nejvýznamnější funkcí deoxyribonukleoproteinů je zhutnění DNA, kdy se téměř dvoumetrová DNA namotává na bílkovinu v jádru buňky za vzniku kulovitého komplexu.
Deoxyribonukleoproteiny jsou spojeny s regulačními funkcemi v procesech replikace, transkripce DNA, homologní rekombinace a dalšími.
Mezi nejdůležitější deoxyribonukleoproteiny patří především histony, transkripční faktory nebo protaminy.

## Histony

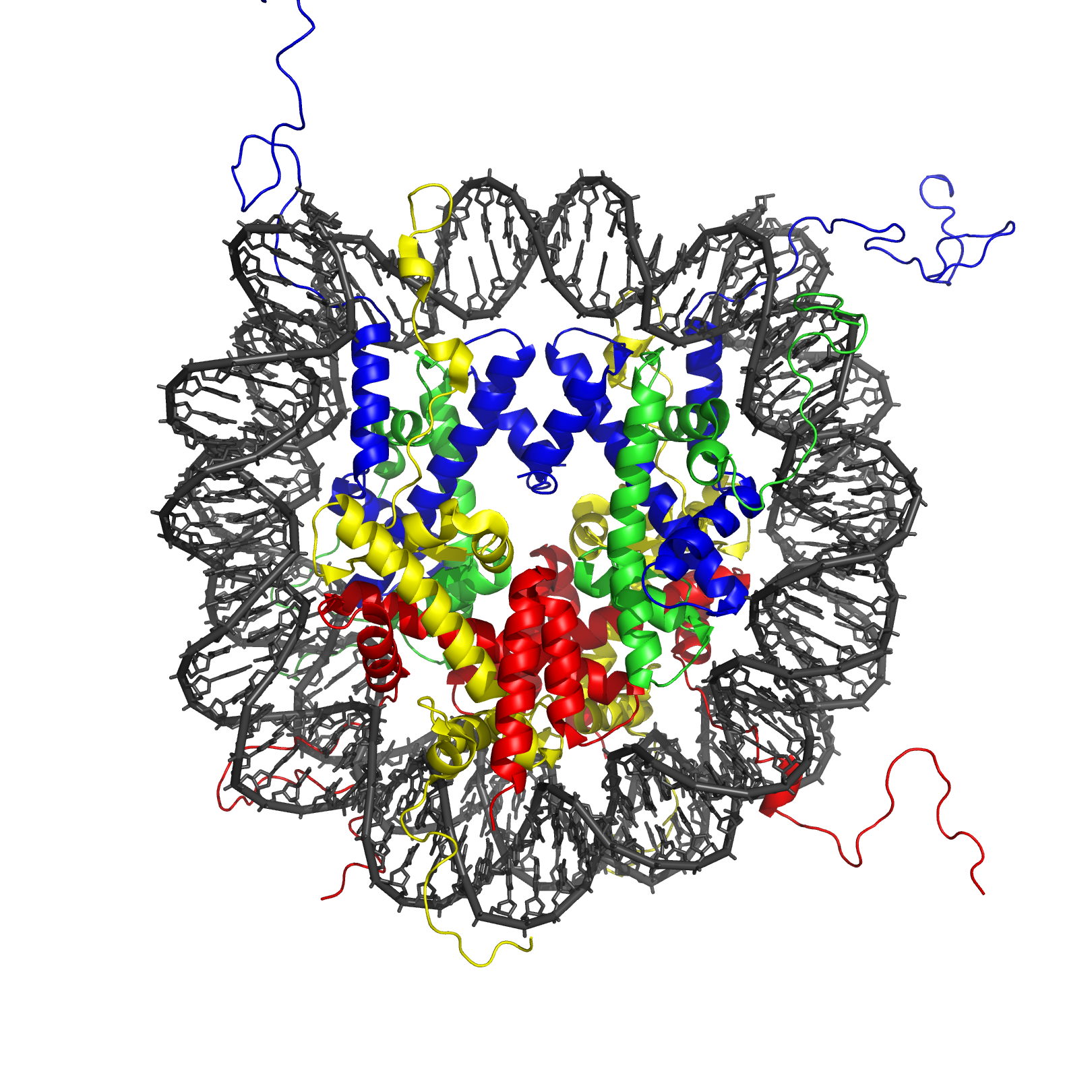
Příklad histonu - uvnitř bílkovina (barevná) a kolem omotaná DNA (šedočerná)

Histony jsou malé bazické nukleoproteiny, které se podílejí na výstavbě nukleozomu, který je základem chromatinu v chromozomech. Nacházejí se zejména v jádře eukaryotních buněk, ale také v archebakteriích, což naznačuje příbuznost těchto dvou skupin. Histony hrají důležitou roli při regulaci genů a replikaci DNA.
Histony jsou ve vodě rozpustné bílkoviny, které se vyznačují vysokým obsahem kladně nabitých aminokyselin (zejména lysinu a argininu). DNA, která je naopak záporně nabitá, se elektrostatickou přitažlivostí kolem nich nabaluje. Navinutí DNA se nazývá první stupeň zhutnění genetického materiálu.

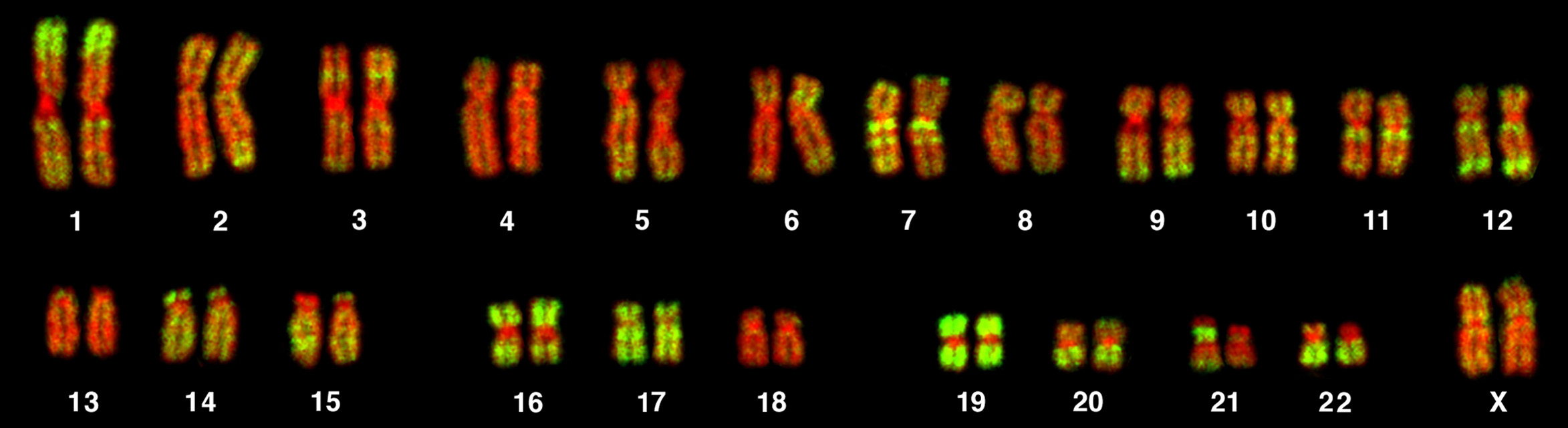
23 dvojic ženských chromozomů (22 dvojic autozomy, X dvojice gonozomy). DNA je zbarvena červeně.

Histony tak zabraňují zamotání DNA a chrání ji před poškozením. Působí jako cívky, kolem kterých se vine DNA. Tyto strukturní jednotky se nazývají nukleozomy, ty jsou dále zabaleny do 30nanometrových vláken, která pak tvoří těsně zabalený chromatin.
Bez histonů by odvinutá DNA v chromozomech byla velmi dlouhá. Například každá lidská buňka má asi 1,8 metru dlouhou DNA, pokud je zcela roztažena. Při navinutí kolem histonů se však tato délka zmenší na asi 90 nm (0,09 mm) chromatinových vláken o průměru 30 nm (0,03 mm).

## Protaminy
Protaminy jsou malé jaderné proteiny, které se vyznačují vysokým obsahem argininu. Od histonů se liší tím, že umožňují hustší sbalení DNA. U savců se protaminy skládají z polypeptidu o téměř 50 aminokyselinách a mají zásadní význam pro balení a stabilizaci DNA v mužské pohlavní buňce (gametu). Hlavní úlohou protaminů je nahradit histony v haploidní fázi spermatogeneze.

## Transkripční faktory
Transkripční faktor je termín užívaný pro jakýkoliv protein, který má schopnost spouštět či jinak regulovat transkripci DNA. Zahrnuje proto jak specializované proteiny spouštějící transkripci u konkrétních genů, tak i obecné faktory nutné pro správný průběh procesu transkripce.